# العلاقات البليزية السورية
العلاقات البليزية السورية هي العلاقات الثنائية التي تجمع بين بليز وسوريا.

## مقارنة بين البلدين
هذه مقارنة عامة ومرجعية للدولتين:
| وجه المقارنة                                              | بليز             | سوريا                    |
| --------------------------------------------------------- | ---------------- | ------------------------ |
| المساحة (كم2)                                             | 22.97 ألف        | 185.18 ألف               |
| عدد السكان (نسمة)                                         | 374.68 ألف       | 18.27 مليون              |
| الكثافة السكانية (ن./كم²)                                 | 16.31            | 98.66                    |
| العاصمة                                                   | بلموبان          | دمشق                     |
| اللغة الرسمية                                             | اللغة الإنجليزية | اللغة العربية            |
| العملة                                                    | دولار بليزي      | ليرة سورية               |
| الناتج المحلي الإجمالي (بليون دولار)                      | 1.84 مليار       | 60.20 مليار              |
| الناتج المحلي الإجمالي (تعادل القوة الشرائية) بليون دولار | 3.05 مليار       |                          |
| الناتج المحلي الإجمالي الاسمي للفرد دولار أمريكي          | 4.88 ألف         |                          |
| الناتج المحلي الإجمالي للفرد دولار أمريكي                 | 8.42 ألف         |                          |
| مؤشر التنمية البشرية                                      | 0.715            | 0.594                    |
| رمز المكالمات الدولي                                      | +501             | +963                     |
| رمز الإنترنت                                              | .bz              | .sy                      |
| المنطقة الزمنية                                           | 00               | ت ع م+02:00، ت ع م+03:00 |

## منظمات دولية مشتركة
يشترك البلدان في عضوية مجموعة من المنظمات الدولية، منها:
| علم المنظمة | اسم المنظمة                        | تاريخ انضمام بليز | تاريخ انضمام سوريا |
| ----------- | ---------------------------------- | ----------------- | ------------------ |
|             | مؤسسة التنمية الدولية              | 19 مارس 1982      | 28 يونيو 1962      |
|             | يونسكو                             | 10 مايو 1982      | 16 نوفمبر 1946     |
|             | وكالة ضمان الاستثمار متعدد الأطراف | 29 يونيو 1992     | 14 مايو 2002       |
|             | الأمم المتحدة                      | 25 سبتمبر 1981    | 24 أكتوبر 1945     |
|             | الاتحاد البريدي العالمي            | ?                 | ?                  |
|             | البنك الدولي للإنشاء والتعمير      | 19 مارس 1982      | 10 أبريل 1947      |
|             | الاتحاد الدولي للاتصالات           | 16 ديسمبر 1981    | 12 يناير 1924      |
|             | منظمة حظر الأسلحة الكيميائية       | ?                 | ?                  |
|             | مؤسسة التمويل الدولية              | 19 مارس 1982      | 28 يونيو 1962      |
|             | منظمة الشرطة الجنائية الدولية      | ?                 | ?                  |

## وصلات خارجية
- موقع وزارة الخارجية البليزية